# Prêmio Ralph W. Gerard
O Prêmio Ralph W. Gerard (em inglês:  Ralph W. Gerard Prize) da Society for Neuroscience é um prêmio em neurociências concedido anualmente desde 1978. É denominado em memória do neurofisiologista estadunidense Ralph Waldo Gerard (1900–1974), um dos fundadores e presidente de honra da Society for Neuroscience e professor da Universidade de Chicago, da Universidade de Michigan e da Universidade da Califórnia em Irvine. O prêmio é dotado com 25.000 dólares (situação em 2016).

## Recipientes
- 1978 Stephen William Kuffler
- 1979 Roger Sperry
- 1980 Vernon Mountcastle
- 1981 Herbert Jasper
- 1982 Jerzy E. Rose, Clinton N. Woolsey
- 1983 Walle Nauta
- 1984 Theodore H. Bullock, Susumu Hagiwara
- 1985 Viktor Hamburger, Rita Levi-Montalcini
- 1986 Seymour Solomon Kety
- 1987 Brenda Milner
- 1988 Horace Winchell Magoun, David B. Lindsley
- 1989 Seymour Benzer
- 1990 Bernard Katz, Sanford L. Palay
- 1991 Bert Sakmann, Erwin Neher
- 1992 Julius Axelrod
- 1993 David Hubel, Torsten Wiesel
- 1994 Paul Greengard
- 1995 Hans Thoenen, Eric M. Shooter
- 1996 Louis Sokoloff
- 1997 Eric Kandel
- 1998 Edward R. Perl
- 1999 Charles F. Stevens
- 2000 Solomon Halbert Snyder
- 2001 William Maxwell Cowan
- 2002 Patricia Goldman-Rakic, Paško Rakić
- 2003 Albert James Hudspeth
- 2004 Masakazu Konishi, Nobuo Suga
- 2005 Sten Grillner, Eve Marder
- 2006 Horace Barlow, Robert Henry Wurtz
- 2007 Friedrich Bonhoeffer, Nicole Marthe Le Douarin
- 2008 Mortimer Mishkin, Marcus Raichle
- 2009 Lily Jan, Yuh Nung Jan
- 2010 Ricardo Miledi
- 2011 Carla Shatz
- 2012 Colin Blakemore
- 2013 Carol A. Barnes
- 2014 Roger Andrew Nicoll, Richard Tsien
- 2015 Story Landis
- 2016 Ben Barres, Thomas Jessell[1]
- 2017 Mary Hatten
- 2018 Rodolfo Llinás
- 2019 Michael Greenberg, Catherine Dulac[2]